# 南亚松
南亞松（學名：Pinus latteri）是松科松属的植物。分布在馬来半島、菲律賓、缅甸、中南半島以及中国 的廣東、海南、廣西等地，生长于海拔50米至1,200米的地区，多生长於丘陵台地以及山坡，目前已由人工引种栽培。

## 别名
越南松（中国裸子植物志），南洋二针松（植物分类学报）